# Arondismentul Saint-Dizier
Arondismentul Saint-Dizier (în franceză Arrondissement de Saint-Dizier) este un arondisment din departamentul Haute-Marne, regiunea Champagne-Ardenne, Franța.

## Subdiviziuni

### Cantoane
- Cantonul Chevillon
- Cantonul Doulaincourt-Saucourt
- Cantonul Doulevant-le-Château
- Cantonul Joinville
- Cantonul Montier-en-Der
- Cantonul Poissons
- Cantonul Saint-Dizier-Centre
- Cantonul Saint-Dizier-Nord-Est
- Cantonul Saint-Dizier-Ouest
- Cantonul Saint-Dizier-Sud-Est
- Cantonul Wassy

### Comune
| 1. Aingoulaincourt (52004)             | 2. Allichamps (52006)                         | 3. Ambonville (52007)                | 4. Annonville (52012)               |
| 5. Arnancourt (52019)                  | 6. Attancourt (52021)                         | 7. Autigny-le-Grand (52029)          | 8. Autigny-le-Petit (52030)         |
| 9. Bailly-aux-Forges (52034)           | 10. Baudrecourt (52039)                       | 11. Bayard-sur-Marne (52265)         | 12. Bettancourt-la-Ferrée (52045)   |
| 13. Beurville (52047)                  | 14. Blumeray (52057)                          | 15. Blécourt (52055)                 | 16. Bouzancourt (52065)             |
| 17. Brachay (52066)                    | 18. Brousseval (52079)                        | 19. Ceffonds (52088)                 | 20. Cerisières (52091)              |
| 21. Chamouilley (52099)                | 22. Chancenay (52104)                         | 23. Charmes-en-l'Angle (52109)       | 24. Charmes-la-Grande (52110)       |
| 25. Chatonrupt-Sommermont (52118)      | 26. Chevillon (52123)                         | 27. Cirey-sur-Blaise (52129)         | 28. Cirfontaines-en-Ornois (52131)  |
| 29. Courcelles-sur-Blaise (52149)      | 30. Curel (52156)                             | 31. Domblain (52169)                 | 32. Dommartin-le-Franc (52171)      |
| 33. Dommartin-le-Saint-Père (52172)    | 34. Domremy-Landéville (52173)                | 35. Donjeux (52175)                  | 36. Doulaincourt-Saucourt (52177)   |
| 37. Doulevant-le-Château (52178)       | 38. Doulevant-le-Petit (52179)                | 39. Droyes (52180)                   | 40. Effincourt (52184)              |
| 41. Eurville-Bienville (52194)         | 42. Fays (52198)                              | 43. Ferrière-et-Lafolie (52199)      | 44. Flammerécourt (52201)           |
| 45. Fontaines-sur-Marne (52203)        | 46. Frampas (52206)                           | 47. Fronville (52212)                | 48. Germay (52218)                  |
| 49. Germisay (52219)                   | 50. Gillaumé (52222)                          | 51. Gudmont-Villiers (52230)         | 52. Guindrecourt-aux-Ormes (52231)  |
| 53. Hallignicourt (52235)              | 54. Humbécourt (52244)                        | 55. Joinville (52250)                | 56. Laneuville-au-Pont (52267)      |
| 57. Leschères-sur-le-Blaiseron (52284) | 58. Lezéville (52288)                         | 59. Longeville-sur-la-Laines (52293) | 60. Louvemont (52294)               |
| 61. Louze (52296)                      | 62. Magneux (52300)                           | 63. Maizières (52302)                | 64. Mathons (52316)                 |
| 65. Mertrud (52321)                    | 66. Montier-en-Der (52331)                    | 67. Montreuil-sur-Blaise (52336)     | 68. Montreuil-sur-Thonnance (52337) |
| 69. Morancourt (52341)                 | 70. Moëslains (52327)                         | 71. Mussey-sur-Marne (52346)         | 72. Narcy (52347)                   |
| 73. Nomécourt (52356)                  | 74. Noncourt-sur-le-Rongeant (52357)          | 75. Nully (52359)                    | 76. Osne-le-Val (52370)             |
| 77. Pancey (52376)                     | 78. Paroy-sur-Saulx (52378)                   | 79. Pautaines-Augeville (52379)      | 80. Perthes (52386)                 |
| 81. Planrupt (52391)                   | 82. Poissons (52398)                          | 83. Puellemontier (52411)            | 84. Rachecourt-Suzémont (52413)     |
| 85. Rachecourt-sur-Marne (52414)       | 86. Robert-Magny-Laneuville-à-Rémy (52427)    | 87. Roches-Bettaincourt (52044)      | 88. Roches-sur-Marne (52429)        |
| 89. Rouvroy-sur-Marne (52440)          | 90. Rouécourt (52436)                         | 91. Rupt (52442)                     | 92. Sailly (52443)                  |
| 93. Saint-Dizier (52448)               | 94. Saint-Urbain-Maconcourt (52456)           | 95. Saudron (52463)                  | 96. Sommancourt (52475)             |
| 97. Sommevoire (52479)                 | 98. Suzannecourt (52484)                      | 99. Thilleux (52487)                 | 100. Thonnance-les-Moulins (52491)  |
| 101. Thonnance-lès-Joinville (52490)   | 102. Troisfontaines-la-Ville (52497)          | 103. Trémilly (52495)                | 104. Valcourt (52500)               |
| 105. Valleret (52502)                  | 106. Vaux-sur-Blaise (52510)                  | 107. Vaux-sur-Saint-Urbain (52511)   | 108. Vecqueville (52512)            |
| 109. Ville-en-Blaisois (52528)         | 110. Villiers-en-Lieu (52534)                 | 111. Voillecomte (52543)             | 112. Wassy (52550)                  |
| 113. Échenay (52181)                   | 114. Éclaron-Braucourt-Sainte-Livière (52182) | 115. Épizon (52187)                  |                                     |